# Tarentelle
Pour les articles homonymes, voir Tarentelle (homonymie).

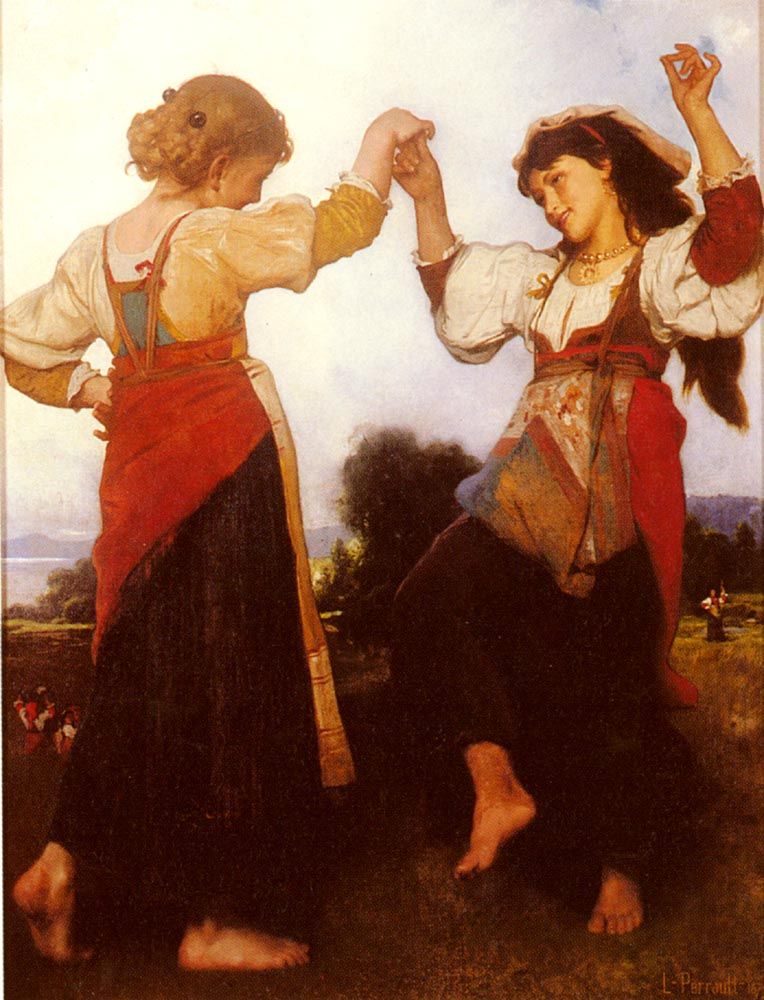
La Tarentelle, par Léon Bazile Perrault.

La tarentelle, ou tarantelle (en italien : Tarantella), est un type de danse traditionnelle associée à une forme musicale originaire du Sud de l'Italie. Elle est  présente dans les Pouilles, la Calabre et la Campanie. Il s'agit d'une ronde, ou plus récemment d'une danse de couple exercée au sein d'une ronde, toujours pratiquée sans contact corporel entre les danseurs. Ses formes les plus connues sont la pizzica dansée dans les Pouilles et la tammurriata en Campanie.

## Histoire

### Origines
Le terme « tarentelle » est lié à la ville de Tarente et également à la tarentule dont cette danse était censée guérir les morsures. Remontant au XVIIIe siècle, la tarentelle avait une dimension de danse thérapeutique dans la région des Pouilles. Elle est également populaire en Calabre et en Campanie, toutes ces régions faisant anciennement partie des royaumes de Naples et de Sicile.
La tarentelle peut être accompagnée à la guitare, la cornemuse, la lyra ou l’accordéon diatonique, mais elle peut également être accompagnée au tambourin. De plus, elle peut être chantée.
Il s’agit d’une danse qui, au fil du temps, a atteint une dimension iconique, passée probablement d’un usage thérapeutique initial à des formes ludiques, par la suite. Les formes plus connues et pratiquées sont la pizzica et la tammurriata.
« Le terme de Tarantelle, pour être générique, n’est jamais employé par les intéressés dans une définition régionaliste – parler de tarentelle calabraise par exemple, réduirait la grande diversité des danses, viddaneddha de l’Aspromonte, tarantella grecanica dans les villages hellénophones de la province de Reggio, zomparieddu de la Sila, tarantella albanese en province de Cosenza, et sur le versant nord, en Basilicate. La danse est identifiée à une aire culturelle et géographique homogène, non à une entité administrative. »

### Croyances
La tarentelle, selon les croyances, était une danse permettant de guérir un malade souffrant d'une morsure de tarentule. Les connaissances sur la tarentule (Lycosa tarantula) contredisent cette assertion : si la tarentule est impressionnante, sa morsure est à peine plus douloureuse qu'une piqûre de frelon. En revanche, une autre araignée peuple cette même région de Tarente, il s'agit de la Malmignatte, appelée également Veuve noire méditerranéenne. Bien plus petite et plus dangereuse, sa morsure peut provoquer des lésions et perturbations psychologiques et physiques assez importantes. La thérapie par tarentelle pourrait donc venir de la morsure de cette araignée[réf. nécessaire].
Athanasius Kircher (1601-1680) fait état de plusieurs types de tarentelles, en rapport avec le « caractère de l'araignée ». Il fallait que la danse plaise à l'araignée qui avait mordu le malade pour que la thérapie soit efficace.
Les derniers témoignages de « malades » souffrant d'une morsure ont été recueillis dans les années 1980 par des ethnographes italiens.

## Usages

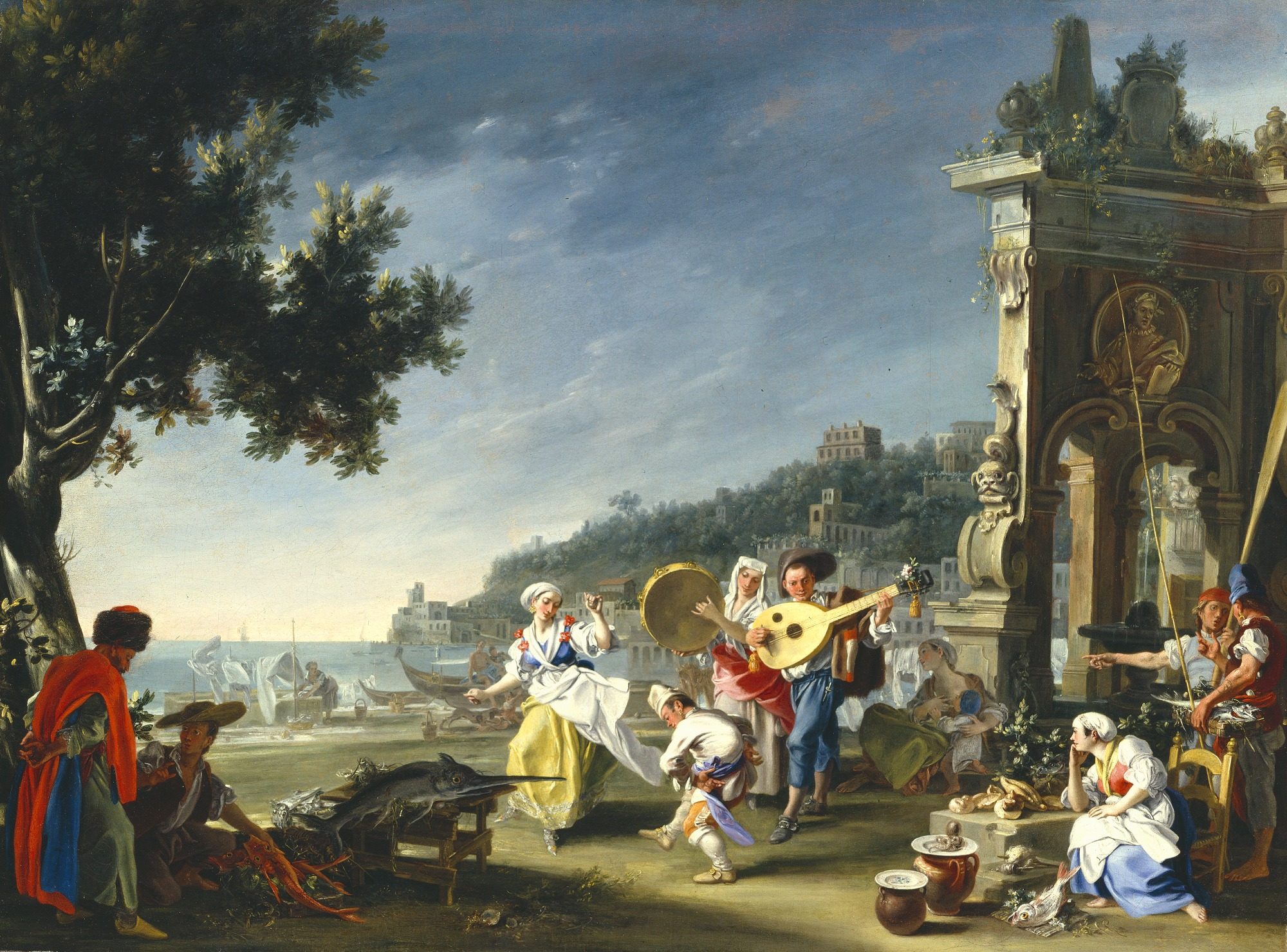
Filippo Falciatore, « Tarantella a Mergellina », 1750.

La tarentelle est, aussi, une danse qui se pratique en couple, avec des aspects de parade amoureuse. Quelquefois, la tarentelle est menée comme un quadrille, dans lequel les couples se font face et exécutent des figures. Ils se voient alors éliminés successivement[Comment ?]. À Montemarano, commune de Campanie, elle se danse pendant le carnaval, en procession le jour, mais également en couples, ou encore en cercle le soir. Dans le Cilento (province de Salerne), en l’honneur de la Vierge, on danse la tarentelle pendant les pèlerinages, et fréquemment, la danse s’accompagne de l’exposition de la centa, un édicule votif composé de fleurs et de chandelles, posé en équilibre sur la tête et maintenu par les bras.

## Formes

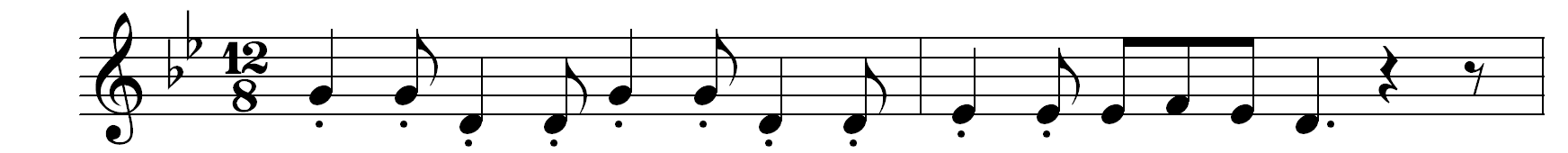
Exemple de basse de Tarentella Napoletana

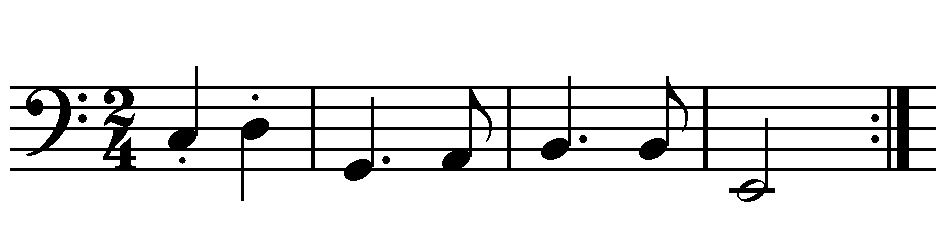
Exemple de basse d'une Tarentella del Gargano

On rencontre plusieurs formes de tarentelles :
- Pizzica : le rythme de cette tarentelle originaire du Salento est effréné et endiablé. Elle est désormais connue pour avoir été le moyen employé dans la thérapie par la tarentelle. Certaines sont conçues pour être dansées par un homme et une femme, d'autres entre hommes et entre femmes.

- Tammurriata : tarentelle de la région de Naples, son nom vient de l'instrument symbole du type, la tammorra, grand tambour sur cadre chargé de cymbales. La mélodie étant uniquement prise en charge par la voix (parfois accompagnée d'un accordéon et de percussions traditionnelles à l'époque actuelle), le rythme est irrégulier et frénétique, car suivant les variations de la voix, les chanteurs se relayant pour improviser autour de motifs de textes traditionnels. Les tammurriates sont notamment jouées durant la semaine de Pâques, dans les villages au pied du Vésuve, la musique et la danse dégagent alors un climat entre sacré et profane[réf. nécessaire].

- Montemaranese : Tarentelle au rythme très régulier, rapide.

- Del Gargano : Tarentelle basée sur la même basse, très circulaire bien que binaire, en ostinato.

- Napoletana : Tarentelle ternaire, la tarentella napoletana est, comme son nom l'indique, la tarentelle de la région de Naples. On en retrouve un exemple dans La danza de Gioachino Rossini, extrait de Soirées Musicales (1830–1835). À ces exemples s'ajoutent de nombreux autres types de tarentelles[10].

## Témoignages discographiques
Les plus anciens enregistrements discographiques de tarentelles parvenus jusqu'à nous sont ceux réalisés par l'ethnomusicologue Alan Lomax de juillet 1954 à janvier 1955. Parmi ceux-ci figurent entre autres une tarentelle enregistrée à Reggio de Calabre, une pizzica enregistrée à Galatone (Pouilles) et une tammurriata enregistrée à Pagani (Campanie).

## Musiques classiques

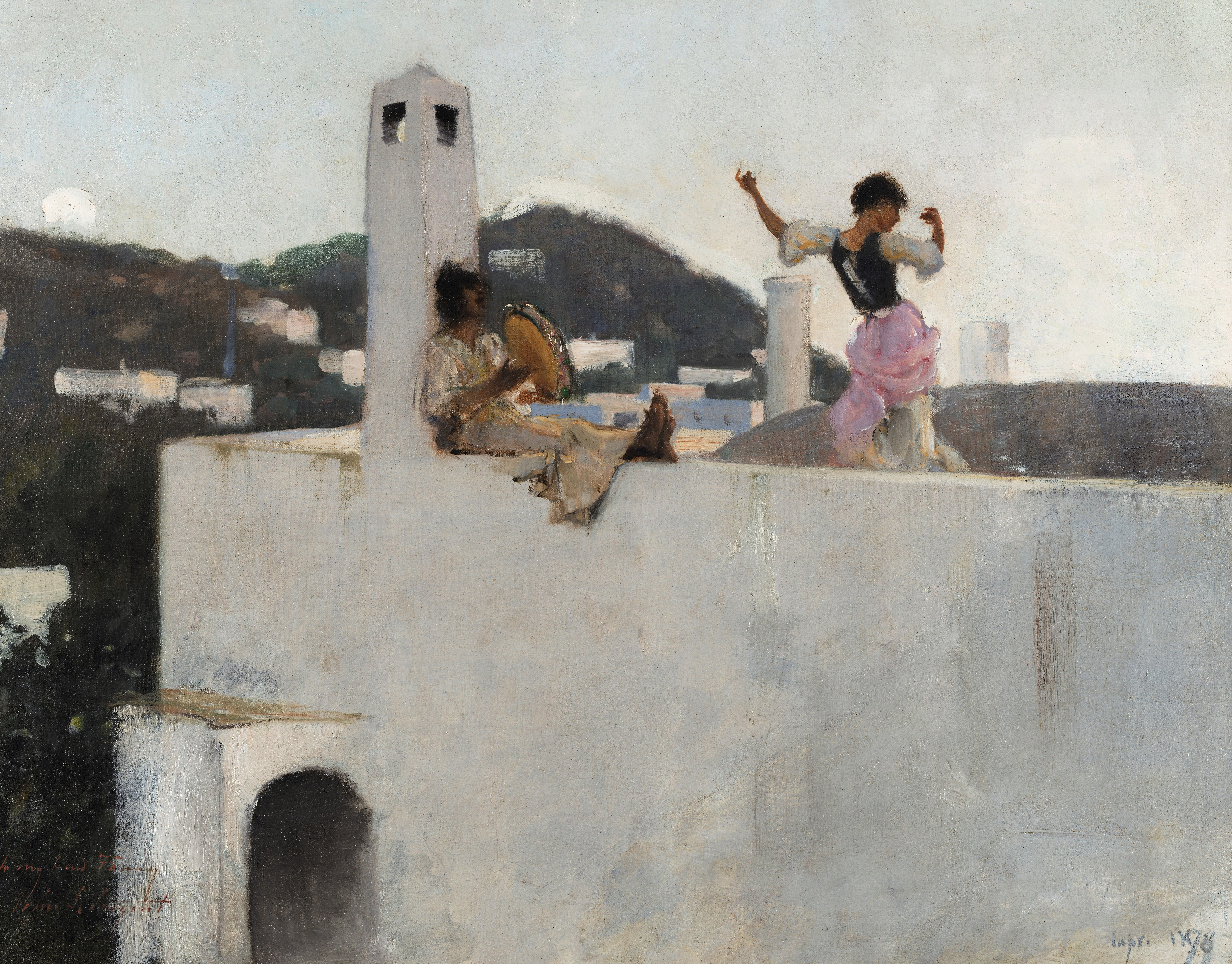
Capri, Rosina Ferrara dansant une tarentelle sur un toit
John Singer Sargent, 1878, Crystal Bridges Museum of American Art, Bentonville.

Plusieurs compositeurs de musique classique ont écrit des tarentelles, notamment :
- Friedrich Gernsheim : 2e symphonie, 2e mouvement
- Gioachino Rossini
- Frédéric Chopin
- Franz Schubert : finale de la troisième symphonie ; Allegro Sonate pour piano n° 19 de Schubert
- Casimir Gide, auteur du ballet La Tarentule
- Georges Bizet
- Camille Saint-Saëns, pour flûte, clarinette et orchestre (1857)
- Jules Massenet
- Ruggero Leoncavallo
- Mikhaïl Glinka
- Mili Balakirev
- Gabriel Fauré
- Claude Debussy
- Franz Liszt
- Igor Stravinsky
- Benjamin Britten
- Dmitri Chostakovitch
- Olivier Greif : La Danse des morts, quadruple concerto pour piano, violon, alto, violoncelle et orchestre (1998) : troisième mouvement : tarentelle
- Mario Castelnuovo-Tedesco
- Johann Kaspar Mertz

## Dans la culture populaire

### Cinéma
- En 2006 dans le film français Incontrôlable réalisé par Raffy Shart, une tarentelle est audible à partir de la 10e minute ;
- Dans le film Le Parfum sorti en 2006, on entend une tarentelle (tirée de la chanson Ciuri Di Canna) du groupe traditionnel sicilien Aulos ;
- Le film Tous les soleils, de Philippe Claudel (2011), s'ouvre au rythme entraînant d'une tarentelle sur les images du personnage principal, Alessandro (Stefano Accorsi), se rendant en Solex, à travers les rues de Strasbourg, à son travail de professeur de musique baroque et traditionnelle. Il y explique à ses élèves l'origine de cette danse, liée à la tarentule ;
- Dans le film Pauline détective (2012), le personnage principal masculin, Simone, (joué par Claudio Santamaria), initie Pauline (jouée par Sandrine Kiberlain) à cette danse.

### Théâtre
- Dans La Fille du tambour-major de Jacques Offenbach, les personnages dansent une tarentelle pour détourner l'attention des soldats autrichiens.
- Dans Une maison de poupée de l'auteur norvégien Henrik Ibsen, Nora danse une tarentelle endiablée (création en 1879).
- Dans Ce qui arriva quand Nora quitta son mari, de Elfriede Jelinek, Nora est à nouveau amenée à se produire en public avec sa fameuse tarentelle. (Titre original : Was geschah, nachdem Nora ihren Mann verlassen hatte oder Stützen der Gesellschaften, traduit de l’allemand par Louis-Charles Sirjacq, l’Arche, Paris 1993).
- Dans Un Tramway nommé Désir de Tennessee Williams, Blanche commente la tarentelle.
- Dans Viktor de Pina Bausch, on peut entendre Andrea Sacco chanter une tarentelle de Carpino.